# ウェルズ・ファーゴ・センター (ポートランド)

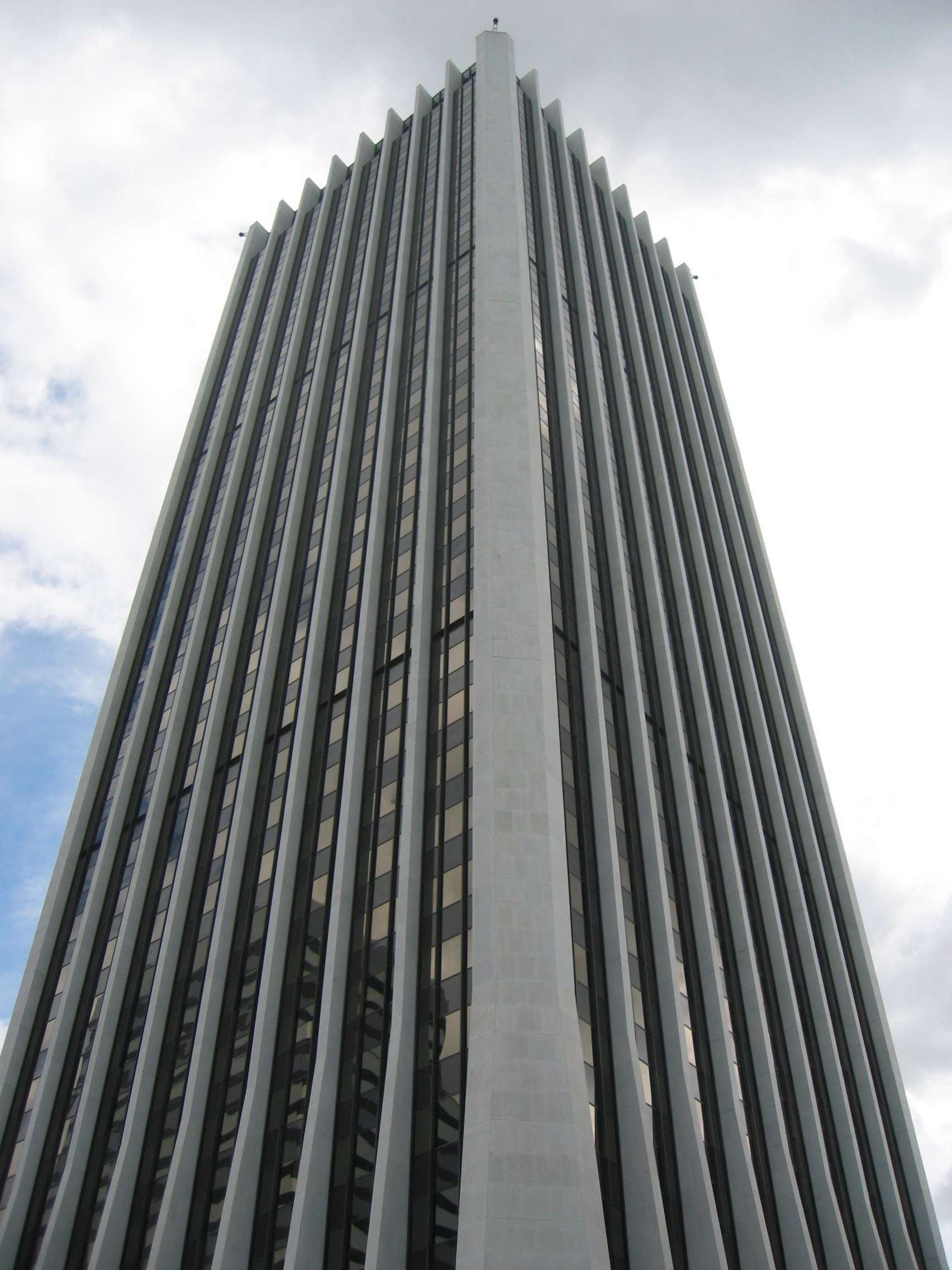
下から見上げたウェルズ・ファーゴ・センター

ウェルズ・ファーゴ・センター（英: Wells Fargo Center）は、アメリカ合衆国オレゴン州ポートランドにあるオフィスビルである。166.4 m（546 ft）の高さを誇り、地上40階建て（数え方によって41階とも）、地下には3階建ての駐車場がある。1972年の完成当時から現在まで、オレゴン州で最も高い建築物として存在している。

## 歴史
ウェルズ・ファーゴ・センターと、隣接する5階建てのビルは、チャールズ・ラックマン・アンド・アソシエーツにより設計された。当初の名称はファースト・ナショナル・バンク・タワーであり、1972年4月17日にオープンし、同年5月25日には公式に落成式が行われた。当時、ファースト・ナショナル・バンクはタワーの21階分と、隣接する5階建てビル（データ・プロセシング・ビルディング）の全階に入居していた。1981年、ファースト・ナショナル・バンクがファースト・インターステート・バンコープに吸収されたことを受け、建物の名称もファースト・インターステート・タワーに変更された。現在のウェルズ・ファーゴ・センターの名は、1996年にウェルズ・ファーゴがファースト・インターステートを吸収した時に付いたものである。1972年のオープン以来、ウェルズ・ファーゴ・センターはポートランドで最も高いビルとして存在し続けているが、40年間に渡ってこのビルを超える高さの建物が現れなかったのには理由がある。ウェルズ・ファーゴ・センターが完成した後、その高さから「今後開発が進めばポートランドの街からフッド山を見られなくなってしまうのではないか」という不安が住民の間に広がり、ポートランドのダウンタウンの全てのビル開発に対して高さ制限が課されるようになったからである。
2001年には大規模な改装工事があり、床面積の拡張が行われた。工事には3,500万米ドルが費やされ、2002年に完了した。ロビーは特に集中的な改装が行われ、ウェルズ・ファーゴの歴史を綴ったディスプレイが置かれた。ウェルズ・ファーゴ・センターにはかつてウィラメット・インダストリーズが本社を置いていたが、同社は2003年にウェアーハウザーにより買収された。

## 詳細
ウェルズ・ファーゴ・センターでは、ウェルズ・ファーゴ銀行の地域本社が入居している。建物はダウンタウン・ポートランドに所在し、4番街、5番街、コロンビア通り、ジェファーソン通りに面している。連絡通路がタワーと隣接するデータ・プロセシング・ビルディング（この建物もウェルズ・ファーゴ・センターの一部を構成している）の間に架かっている。40の階数を有し、そのオレゴン随一の高さを誇る（階数は数え方によって41ともカウントされる）。本館ロビーにはウェルズ・ファーゴが使用していた古い駅馬車（1854年製）が置かれ、またウェルズ・ファーゴ歴史博物館の展示室も設置している。
当ビル27階には日本の在ポートランド領事事務所（旧・総領事館／出張駐在官事務所）が入居している。
その他の建築的特徴としては、過剰なまでの大理石の使用が挙げられる。建物内部では5,600 m2（60,000 ft2）もの面積に1.6 mm（1/16 in）の厚さで大理石が敷かれている。外装では黒いガラスの柱と白い大理石の柱が交互に並び、建物の下から上まで全体に渡って敷かれている。

## 評価
本ビルのデザインは、さまざまな建築的な問題から酷評を受けてきた。1976年に『ニューヨーク・タイムズ』紙にポートランドに関して著述を行なっていたイヴァン・ドイグは、この建物について「巨大であり、小綺麗であり、特徴に欠けている」と述べた。